# محوطه کلازمی
محوطه کلازمی مربوط به دوران‌های تاریخی پس از اسلام است و در شهرستان رودسر، بخش رحیم آباد، روستای لیما گوابر واقع شده و این اثر در تاریخ ۲ بهمن ۱۳۸۲ با شمارهٔ ثبت ۱۰۷۵۴ به‌عنوان یکی از آثار ملی ایران به ثبت رسیده‌است.